# 중앙이탈리아 연합주
중앙이탈리아 연합주(이탈리아어: Province Unite del Centro Italia)으로 알려진 중앙이탈리아 연방 또는 중앙이탈리아 일반정부는 사르데냐-피에몬테 왕국이 세운 단명한 군사정부였다. 제2차 이탈리아 독립 전쟁 이후 옛 토스카나 대공국, 파르마 공국, 모데나 공국, 교황 공관이 연합하여 형성되었다.
1859년 8월 이후, 토스카나, 파르마, 모데나, 교황 공관의 친피에드몬테 정권은 여러 군사 조약에 동의했다. 1859년 11월 7일, 그들은 에우제니오 에마누엘레 디 사보이아카리냐노를 섭정으로 선출했다. 그러나 프랑스와 동맹을 맺은 사보이아의 비토리오 에마누엘레 2세는 선거를 지지하지 않았고, 대신 카를로 본 콩파니를 중앙이탈리아의 총독으로 임명했다.
1859년 12월 8일, 파르마, 모데나, 교황 사절단은 에밀리아의 왕령에 편입되었다. 1860년 3월에 국민투표가 실시되고 프랑스가 니스와 사보이아를 승인받은 후, 본 콩파니가 1860년 3월 3일에 사임하면서 영토는 공식적으로 사르데냐 왕국에 합병되었다.

## 같이 보기
- 리소르지멘토
- 이탈리아의 역사
- 1815년 이후 유럽의 옛 국가들